# Нолан, Гарри
Гарри Нолан (англ. Garry P. Nolan, родился ок. 1961) — американский иммунолог, изобретатель и предприниматель. Он занимает должность профессора Rachford and Carlota Harris на кафедре патологии Медицинской школы Стэнфордского университета. Помимо научной деятельности он основал несколько биотехнологических компаний, является автором множества исследовательских работ по медицине и является активистом-уфологом.

## Образование
В 1983 году Нолан окончил Корнелльский университет, получив там степень бакалавра биологии со специализацией в области генетики. В 1989 году он получил докторскую степень по генетике в Стэнфордском университете под руководством Леонарда Герценберга, а затем начал постдокторскую работу с нобелевским лауреатом Дэвидом Балтимором в Массачусетском технологическом институте, где они совместно разработали систему быстрого производства ретровирусов на базе клеточной линии 293T, а также клонирование регуляторного фактора ДНК NF-κB p65 (RelA).

## Исследования
Область научных интересов Г. Нолана включает аутоиммунные и воспалительные процессы, рак и лейкемию, кроветворение, а также использование вычислений для сетевой и системной иммунологии. Нолан наиболее известен своими ранними работами в балтиморской лаборатории Института Уайтхеда, где он работал над разработкой быстрого производства ретровирусов в клеточной линии 293Т для генной терапии. Почти вся генная терапия с использованием ретровирусов или лентивирусов проводится с использованием клеточных линий на основе HEK 293 в соответствии с быстрым ретровирусным протоколом. Он также разработал клонирование транскрипционного фактора RELA, ключевого регулятора генов иммунного ответа и основного клеточного компонента, который ВИЧ использует для репликации самого себя. Другие крупные проекты, над которыми он работал, включают разработку передачи сигналов фосфопотока (лицензия на которую теперь принадлежит компании Becton-Dickinson), FACS-gal (принадлежит Thermo Fisher), многопараметрический анализ CyTOF, технологию квантового штрих-кодирования на основе сплит-опроса (англ. Quantum Barcoding Technology, принадлежит ScaleBio), алгоритмические подходы к анализу сложных наборов одноклеточных данных; он доказал, что фактор транскрипции NFAT является одновременно белком REL и ключевым фактором репликации ВИЧ, и разработал технологии мультиплексирования для анализа тканей, таких как MIBI и CODEX, а также алгоритмические подходы, необходимые для их понимания.
По состоянию на 2022 год его лаборатория работает над несколькими проектами, поддерживаемыми FDA, по темам вирусов Эболы, гриппа, вируса Зика и COVID-19, а также продолжает работу над иммуно-опухолевым интерфейсом Нолана при многих видах рака у человека.

## Бизнес
В 1996 году Нолан вместе с коллегами Дональдом Паяном (англ. Donald Payan), Джеймсом Гауэром (James Gower), Томасом Раффином (Thomas Raffin) и Рональдом Гарреном (Ronald Garren) основал биотехнологическую компанию Rigel, Inc. в Южном Сан-Франциско.
В 2003 году он основал биотехнологическую компанию Nodality, Inc., которая разрабатывает «персонализированные тесты на рак и аутоиммунные заболевания».
В 2010 году им была основана компания BINA Technology по обработке больших данных, она выкуплена компанией Roche в 2014 году за 107 миллионов долларов.
В 2011 году он основал компанию Appprise, которая занималась анализом клеток с использованием технологии разделения пулов (англ. split-pool). Позже Нолан продал Appprise компании Roche, вместе с которой он стал соучредителем еще одного стартапа Scale Bio, который также специализируется на технологии разделения пулов. Вместе с тремя постдоками, Шоном Бендаллом (англ. Sean Bendall), Майклом Анджело (Michael Angelo) и Харрисом Файнбергом (Harris Feinberg), Нолан в 2014 году основал Ionpath. Эта компания занимается пространственной протеомикой.
В 2015 году вместе с постдоками Юрием Гольцевым и Николаем Самусиком он основал компанию Akoya Biosciences, которая коммерциализирует разработанную Ноланом технологию совместного обнаружения при индексировании (CODEX).

## Награды и премии
Нолан получил множество наград и стипендий и входит в число двадцати пяти лучших изобретателей Стэнфордского университета.
Наиболее важные награды и премии:
- 1988 год: Стипендия (грант) Национального научного фонда США[англ.] (National Science Foundation Graduate Research Fellowship Program).
- 1990—1992 годы: Стипендия Национального института здравоохранения США.
- 1990—1995 годы: Специальный научный сотрудник Общества лейкемии США (грант Leukemia Society Special Fellow).
- 1995—2000 годы: Премия Общества лейкемии США (Leukemia Society Scholar Award).
- 1993—1998 годы: Стипендиат факультета Хьюма (Hume Faculty Scholar).
- 1996 год: Премия новому исследователю Фонда Берроуза Велкома (Burroughs Wellcome Fund New Investigator Award).
- 2000 год: Стипендия им. Столмана Общества лейкемии и лимфомы США[англ.] (Leukemia & Lymphoma Society Stohlman Scholar).
- 2011 год: Премия издательской группы Nature Publishing Group за выдающиеся достижения в области исследований (Nature Publishing Group Outstanding Research Achievement Award).
- 2012 год: Бирюзовая премия новатора Министерства обороны США (United States Department of Defense Teal Innovator Award)[22].
- 2015 год: Премия Котлова Академии клинических лабораторных врачей и ученых[англ.] (Cotlove Award by Academy of Clinical Laboratory Physicians and Scientists).
- 2021 год: Премия Международного общества лабораторной гематологии (International Society for Laboratory Hematology Award).
- 2021 год: Премия Ганса Сигриста Бернского университета (University of Bern Hans Sigrist Prize).

### Научно-исследовательские работы
Нолан является автором более 300 научных статей. Избранные работы:
- Cloning of the p50 DNA binding subunit of NF-κB: homology to rel and dorsal (1990)
- DNA binding and IκB inhibition of the cloned p65 subunit of NF-κB, a rel-related polypeptide (1991)
- Production of high-titer helper-free retroviruses by transient transfection (1993)
- NF-AT components define a family of transcription factors targeted in T-cell activation (1994)
- Episomal vectors rapidly and stably produce high-titer recombinant retrovirus (1996)
- Single cell profiling of potentiated phospho-protein networks in cancer cells (2004)
- Causal protein-signaling networks derived from multiparameter single-cell data (2005)
- Computational solutions to large-scale data management and analysis (2010)
- Single-cell mass cytometry of differential immune and drug responses across a human hematopoietic continuum (2011)
- Extracting a cellular hierarchy from high-dimensional cytometry data with SPADE (2011)
- A deep profiler’s guide to cytometry (2012)
- viSNE enables visualization of high dimensional single-cell data and reveals phenotypic heterogeneity of leukemia (2013)
- Multiplexed ion beam imaging of human breast tumors (2014)
- Data-driven phenotypic dissection of AML reveals progenitor-like cells that correlate with prognosis (2015)
- Mass cytometry: single cells, many features (2016)
- Science forum: the human cell atlas (2017)
- Deep Profiling of Mouse Splenic Architecture with CODEX Multiplexed Imaging (2018)
- Coordinated Cellular Neighborhoods Orchestrate Antitumoral Immunity at the Colorectal Cancer Invasive Front (2020)

## Уфологическая и смежная деятельность
В 2012 году Нолан начал анализ скелета Атакамы из Чили, выдаваемого за труп инопланетянина, который, как он позже обнаружил, был мумифицированным мертворожденным человеком с генетическими дефектами костей и генной мутацией, вызывающей уродство.
По словам Нолана, к нему обратились «некоторые люди, представляющие правительство и аэрокосмическую корпорацию, с просьбой помочь им понять медицинский вред, нанесенный некоторым людям в связи с предполагаемым взаимодействием с аномальным кораблем», потому что «их интересовали анализы крови, которые может сделать моя лаборатория». Первоначально с помощью анализа крови CyTOF он помог исследовать мозг около 100 пациентов, в основном «военных или государственных служащих или людей, работающих в аэрокосмической промышленности», часть из которых утверждали, что видели необъяснённые воздушные явления (англ. unexplained aerial phenomena, UAP). У большинства из них наблюдались симптомы, которые «в основном идентичны тому, что сейчас называется Гаванским синдромом», и им исследовали мозг с помощью МРТ. Нолан заявил, что некоторые части мозга были ужасно повреждены и что, хотя большая часть повреждений была случайной, «то, что мы думали, было повреждением у нескольких человек», оказалось «чрезмерным соединением нейронов между началом хвостатого мозга и путаменом», который, как он утверждает, был непропорционален в этой когорте по сравнению с общей популяцией (при этом в общей популяции обнаруживается только около 1 из 100 человек с этой особенностью).
Нолан — ведущий автор первого исследования, опубликованного в рецензируемом журнале, об аномальных материалах, связанных с НЛО. В статье рассматриваются современные процедуры исследования материалов, включая масс-спектрометрию, для характеристики, анализа и идентификации вещества неизвестных предметов, а также то, как они применяются до сих пор для изучения материалов, которые, по словам свидетелей, упали с парящих НЛО, таких как материалы из инцидента Каунсил-Блафс 1977 года. С момента создания в США в 2020 году Оперативной группы по неопознанным воздушным явлениям во многих публикациях сообщалось об участии Нолана в расследовании Пентагоном и ЦРУ образцов материалов, предположительно выброшенных в предполагаемых местах наблюдения НЛО.
В августе 2022 года Нолан появился на канале Fox News в шоу Tucker Carlson Tonight и в часовом интервью обсудил свои утверждения об исследованиях, связанных с UAP. Во время конференции SALT iConnections в Манхэттене в мае 2023 года в интервью с Алексом Клокусом (Alex Klokus) на тему «Пентагон, внеземной разум и разбившиеся НЛО» (The Pentagon, Extraterrestrial Intelligence and Crashed UFOs) Нолан заявил, что некоторые правительства извлекли артефакты с внеземных кораблей, и сказал, что он оценивает вероятность как «100 процентов». что инопланетяне не только посещали Землю, но и посещали Землю в течение длительного времени, и предположил, что Землю посещали просто «эмиссары» и, возможно, дроны. Когда обозреватель New York Times Эзра Кляйн(Ezra Klein) в июне 2023 года брал интервью у журналистки и автора книг про НЛО Лесли Кин (Leslie Kean), Кин сказала Кляйну, что Нолан очень хорошо знает разоблачителя НЛО Дэвида Груша и ручается за него («knows David Grusch very well and vouches for him»).
15 августа 2023 года Нолан вместе с социокультурным антропологом Питером Скафишем (англ. Peter Skafish) основал некоммерческую оранизацию The Sol Foundation. Это аналитический центр (think tank), миссия которого включает изучение философских, политических и научных последствий UAP, проведение исследований по этому вопросу и предоставление правительствам обоснованных политических рекомендаций. Фонд фокусируется на поощрении прозрачности правительства, поощрении совместных академических усилий и проведении научно обоснованных исследований технологий UAP. Они также стремятся понять потенциальные социальные последствия подтверждения реальности UAP.

## Фильмография
- 2020 год — Феномен (англ. The Phenomenon).
- 2023 год — сериал «НЛО: Расследование неизвестного» (UFOs: Investigating the Unknown).